# Innovative Sensor Technology IST AG
Innovative Sensor Technology IST AG（略して、IST AG）は、1991年に設立されたスイスのセンサメーカー。

## 沿革
| 1991年 | エーブナート＝カッペル（スイス）でInnovative Sensor Technology IST AGが設立                        |
| 1994年 | ロジノフ・ポド・ラドホシチェム（チェコ）で製造拠点としてInnovative Sensor Technology, s.r.o.を発足 |
| 2006年 | ネバダ州、ラスベガス（米国）でInnovative Sensor Technology USAを設立                               |
| 2015年 | 上海（中国）で「上海アプリケーションサポートセンター」を発足                                       |

## 製品ラインアップ
IST AGは、下記のセンサ種類を製造販売している。
- 温度センサ
- 湿度センサ
- 流量センサ
- 伝導度センサ
- バイオセンサ